# Campeonato Paraguaio de Futebol de 1995
O Campeonato Paraguaio de Futebol de 1995 foi o octagésimo quinto torneio desta competição. Participaram treze equipes. Todos os clubes de fora de Assunção e do Departamento Central foram rebaixados para suas ligas regionais. O Club River Plate e o Sportivo Trinidense foram rebaixados. O campeão do torneio representaria o Paraguai na Copa Libertadores da América de 1996. A segunda vaga para o torneio internacional era dada ao vencedor do jogo entre o vice-campeão paraguaio e o campeão do Torneo República de 1995. O Club Guarani foi classificado para a Copa Conmebol (1996).
| Equipe                    | Cidade               | Departamento     | No ano anterior                                                      | Estádio                          | Capacidade | Títulos                                                 | Participações |
| ------------------------- | -------------------- | ---------------- | -------------------------------------------------------------------- | -------------------------------- | ---------- | ------------------------------------------------------- | ------------- |
| Club Cerro Porteño        | Assunção             | Distrito Capital | Campeão                                                              | Estádio General Pablo Rojas      | 32.910     | 23 (último em 1993)                                     | 78            |
| Club Guaraní              | Assunção             | Distrito Capital | Lugar                                                                | Estádio Rogelio Livieres         | 6.000      | 9 (1906,1907, 1921, 1923, 1949, 1964, 1967, 1969, 1984) | 84            |
| Club Olimpia              | Assunção             | Distrito Capital | Vice Campeão                                                         | Estádio Manuel Ferreira          | 15.000     | 34 (último em 1994)                                     | 85            |
| Club Libertad             | Assunção             | Distrito Capital | Lugar                                                                | Estádio Dr. Nicolás Leoz         | 10.000     | 7 (1910, 1920, 1930,1943, 1945, 1955, 1976 )            | 81            |
| Club Sportivo Luqueño     | Luque                | Central          | Lugar                                                                | Estádio Feliciano Cáceres        | 25.000     | 2 (1951,1953)                                           | 61            |
| Sol de América            | Villa Elisa          | Central          | Lugar                                                                | Estádio Luis Alfonso Giagni      | 5.000      | 2 (1986, 1991)                                          | 79            |
| Club Atlético Colegiales  | Assunção             | Distrito Capital | Lugar                                                                | Estádio Luciano Zacarías         | 15.000     | 0 (não possui)                                          | 13            |
| Club Nacional             | Assunção             | Distrito Capital | Lugar                                                                | Estádio Arsenio Erico            | 4.000      | 6 (1909, 1911, 1924, 1926, 1942, 1946)                  | 82            |
| Club Cerro Corá           | Assunção             | Distrito Capital | Lugar                                                                | Estádio General Andrés Rodríguez | 6.000      | 0 (não possui)                                          | 5             |
| Club Presidente Hayes     | Assunção             | Distrito Capital | Lugar                                                                | Estádio Kiko Reyes               | 5.000      | 1 (1952)                                                | 46            |
| Club Sport Colombia       | Fernando de la Mora  | Central          | Lugar                                                                | Estádio Alfonso Colmán           | 7.000      | 0 (não possui)                                          | 10            |
| Deportivo Humaitá         | Mariano Roque Alonso | Central          | Lugar                                                                | Estádio Pioneros de Corumbá Cué  | 7.000      | 0 (não possui)                                          | 2             |
| Club Sportivo San Lorenzo | San Lorenzo          | Central          | Campeão do Campeonato Paraguaio de Futebol de 1994 - Segunda Divisão | Estádio Cidade Universitária     | 3.000      | 0 (não possui)                                          | 22            |

## Premiação
| Campeonato Paraguaio 1995 Primeira Divisão |
| Assunção                                   |
| ------------------------------------------ |
| Club Olímpia Campeão (35º título)          |

## Classificação para a segunda vaga a Copa Libertadores
| Equipe             | Cidade   | Departamento     | No ano anterior                                                            | Estádio | Capacidade | Títulos                                                                          | Participações |
| ------------------ | -------- | ---------------- | -------------------------------------------------------------------------- | ------- | ---------- | -------------------------------------------------------------------------------- | ------------- |
| Club Cerro Porteño | Assunção | Distrito Capital | Vice Campeão do Campeonato Paraguaio e Campeão do Torneo República de 1995 | --      | --         | 3 (classificado para a Copa Libertadores da América de 1990, da de 1992 e 1994 ) | 3             |

Como o Cerro Porteño foi campeão do República e vice paraguaio, automaticamente ganhou a vaga
| Acesso a Segunda Vaga Copa Libertadores da América de 1994 |
| Assunção                                                   |
| ---------------------------------------------------------- |
| Club Cerro Porteño Campeão (4º título)                     |